# FlyOne Armenia
FlyOne Armenia LLC  — армянская бюджетная авиакомпания, базирующаяся в Ереване (Армения). В октябре 2022 года, компания заняла позицию лидера отрасли на рынке авиаперевозок Армении по количеству перевезенных пассажиров за первые 10 месяцев 2022 года.
Авиакомпания не является членом IATA и не имеет сертификата безопасности IOSA.

## История
Авиакомпания получила сертификат эксплуатанта 27 октября 2021 года и начала полёты 18 декабря 2021 года. Первый прямой рейс был осуществлён в Лион, Франция. Флот авиакомпании состоит из самолетов Семейства Airbus A320 и  Airbus A319. Они рассчитаны на 180 и 144 мест и соответствуют всем стандартам Международной ассоциации воздушного транспорта (IATA) и EASA Security. В настоящее время авиакомпания предлагает перелеты по направлениям, таким как Париж, Ницца, Лион, Милан, Рим, Дюссельдорф, Барселона, Ларнака, Кишинев, Москва, Санкт-Петербург, Сочи, Минеральные Воды, Новосибирск, Тбилиси, Стамбул, Дубай, Шарм-Эль. Шейх, Тель-Авив и Тиват.

## Направления
| Страна                        | Город           | аэропорт                                      | Примечания |
| ----------------------------- | --------------- | --------------------------------------------- | ---------- |
| Армения                       | Ереван          | Международный аэропорт Звартноц               | ХАБ        |
| Франция                       | Лион            | Аэропорт Лион-Сент-Экзюпери                   |            |
| Франция                       | Париж           | Париж — Шарль-де-Голль                        |            |
| Италия                        | Милан           | Мальпенса (аэропорт)                          |            |
| Италия                        | Рим             | Фьюмичино (аэропорт).                         |            |
| Грузия                        | Тбилиси         | Международный аэропорт Тбилиси                |            |
| Кипр                          | Ларнака         | Ларнака (аэропорт)                            |            |
| Иран                          | Тегеран         | Международный аэропорт Тегерана имама Хомейни |            |
| Израиль                       | Тель-Авив       | Бен-Гурион аэропорт                           |            |
| Ливан                         | Бейрут          | Международный аэропорт Бейрут-Рафик Харири    |            |
| Молдова                       | Кишинев         | Кишиневский международный аэропорт            |            |
| Россия                        | Москва          | Международный аэропорт Внуково                |            |
| Россия                        | Москва          | Международный аэропорт Домодедово             |            |
| Россия                        | Новосибирск     | Толмачёво (аэропорт)                          |            |
| Россия                        | Екатеринбург    | Кольцово (аэропорт)                           |            |
| Россия                        | Сочи            | Международный аэропорт Сочи                   |            |
| Россия                        | Санкт-Петербург | Пулково (аэропорт)                            |            |
| Турция                        | Стамбул         | Международный аэропорт Стамбула               |            |
| Объединенные Арабские Эмираты | Дубай           | Международный аэропорт Дубая                  |            |

## Флот
| Воздушное судно | Воздушное судно | Воздушное судно | Пассажиры | Пассажиры | Пассажиры |
| Воздушное судно | Воздушное судно | Воздушное судно | B         | E         | Total     |
| --------------- | --------------- | --------------- | --------- | --------- | --------- |
| Airbus A319-100 | 1               | —               | -         | 144       | 144       |
| Airbus A320-200 | 5               | —               | -         | 180       | 180       |
| Airbus A321-200 | 1               | 1               | -         | 220       | 220       |
| Всего           | 8               | 1               |           |           |           |

## Смотрите также
- Список аэропортов Армении
- Транспорт в Армении

## Внешние ссылки
- FLYONE Армения на Facebook